# Steinskaregga
Die Steinskaregga (norwegisch für Steinschartenrücken) ist ein unverschneiter Bergrücken im ostantarktischen Königin-Maud-Land. Im Kurzegebirge ragt sie unmittelbar nördlich der Scharte Steinskaret auf.
Norwegische Kartografen kartierten die Formation anhand von Luftaufnahmen und Vermessungen der Dritten Norwegischen Antarktisexpedition (1956–1960) und gaben ihr einen deskriptiven Namen.